# Centre droit (groupe parlementaire)
Le Centre droit est le nom d'un groupe parlementaire à l'Assemblée nationale, lors des débuts de la Troisième République. 
Il regroupe les députés royalistes de tendances orléanistes et libéraux. Il compte environ 200 députés (qui peuvent adhérer à d'autres groupes).

## 1871-1876
Il domine politiquement durant la période de l'Ordre moral, s'étendant de la chute d'Adolphe Thiers, le 24 mai 1873, jusqu'aux élections législatives de 1876. 
S'étant associé à la politique de résistance de Patrice de Mac Mahon durant la crise du 16 mai 1877, il perd définitivement la direction du gouvernement quand les républicains arrivent aux affaires, en décembre 1877. Le groupe disparait alors. 

## Quelques membres
Albert de Broglie, Gaston d'Audiffret-Pasquier, Pierre Bocher, Saint-Marc Girardin, Louis Buffet, Louis Jules Trochu, Paulin-Aldéric Bienvenue, Augustin Julien Guillet-Dumarnay.